# Netzhoppers Königs Wusterhausen 2019-2020
Questa voce raccoglie le informazioni riguardanti il Netzhoppers Königs Wusterhausen nelle competizioni ufficiali della stagione 2019-2020.

## Organigramma societario
Area direttiva
- Presidente: Hans-Jochen Rodner

Area tecnica
- Allenatore: Mirko Čulić
- Allenatore in seconda: Kai Dragowsky
- Scout man: Immo Prussak

Area sanitaria
- Fisioterapista: David Ewald

## Rosa
| N° | Nome             | Ruolo | Data di nascita   | Nazionalità sportiva |
| -- | ---------------- | ----- | ----------------- | -------------------- |
| 1  | Luke Herr        | P     | 18 luglio 1994    | Canada               |
| 2  | Jan Jalowietzki  | S     | 16 febbraio 1996  | Germania             |
| 3  | Casey Schouten   | O     | 29 marzo 1994     | Canada               |
| 4  | Uchenna Ofoha    | C     | 16 giugno 1994    | Canada               |
| 5  | Jonathan Erdmann | C     | 12 marzo 1988     | Germania             |
| 7  | Adrian Klooss    | P     | 24 maggio 2001    | Germania             |
| 8  | Dirk Westphal    | S     | 31 gennaio 1986   | Germania             |
| 9  | Maximilian Auste | O     | 27 gennaio 1997   | Germania             |
| 10 | Kamil Ratajczak  | L     | 24 settembre 1985 | Polonia              |
| 11 | Theo Timmermann  | S     | 14 settembre 1996 | Germania             |
| 12 | Arran Chambers   | C     | 12 aprile 1995    | Canada               |
| 15 | Simón Guerra     | C     | 19 gennaio 1996   | Cile                 |

## Risultati

### 1. Bundesliga

#### Girone di andata
| 1ª giornata - 12 ottobre 2019 Landkost-Arena, Bestensee               | Netzhoppers  | 1 - 3 | Charlottenburg  | 25-20, 13-25, 18-25, 17-25        |
| 2ª giornata - 17 ottobre 2019 Arena Kreis Düren, Düren                | Dürener      | 3 - 1 | Netzhoppers     | 22-25, 25-17, 25-22, 25-20        |
| 3ª giornata - 23 ottobre 2019 Landkost-Arena, Bestensee               | Netzhoppers  | 3 - 1 | Eltmann         | 25-21, 23-25, 25-23, 25-16        |
| 4ª giornata - 26 ottobre 2019 Großsporthalle, Bühl                    | Bühl         | 3 - 1 | Netzhoppers     | 25-19, 16-25, 25-15, 25-23        |
| 5ª giornata - 9 novembre 2019 Landkost-Arena, Bestensee               | Netzhoppers  | 1 - 3 | Friedrichshafen | 25-22, 18-25, 24-26, 20-25        |
| 6ª giornata - 13 novembre 2019 Fraport Arena, Francoforte sul Meno    | Rüsselsheim  | 1 - 3 | Netzhoppers     | 25-27, 22-25, 25-16, 20-25        |
| 7ª giornata - 16 novembre 2019 Gellersenhalle, Reppenstedt            | Lüneburg     | 3 - 0 | Netzhoppers     | 25-18, 25-10, 25-23               |
| 8ª giornata - 23 novembre 2019 Landkost-Arena, Bestensee              | Netzhoppers  | 3 - 2 | Giesen          | 21-25, 25-22, 25-20, 14-25, 15-11 |
| 9ª giornata - 1º dicembre 2019 Olympiahalle, Innsbruck                | Unterhaching | 3 - 0 | Netzhoppers     | 25-16, 25-17, 25-22               |
| 10ª giornata - 14 dicembre 2019 Landkost-Arena, Bestensee             | Netzhoppers  | 2 - 3 | Rottenburg      | 23-25, 25-22, 23-25, 26-24, 11-15 |
| 11ª giornata - 21 dicembre 2019 Nikolaushalle, Herrsching am Ammersee | Herrsching   | 3 - 2 | Netzhoppers     | 24-26, 33-35, 25-22, 25-22, 15-11 |

#### Girone di ritorno
| 12ª giornata - 16 gennaio 2020 Max-Schmeling-Halle, Berlino              | Charlottenburg  | 3 - 2 | Netzhoppers  | 19-25, 26-28, 25-20, 25-15, 15-8  |
| 13ª giornata - 18 gennaio 2020 Landkost-Arena, Bestensee                 | Netzhoppers     | 3 - 1 | Dürener      | 29-27, 25-22, 22-25, 25-23        |
| 14ª giornata - 1º marzo 2020 Georg-Schäfer-Halle, Eltmann                | Eltmann         | 3 - 2 | Netzhoppers  | 32-30, 18-25, 22-25, 25-22, 15-12 |
| 15ª giornata - 1º febbraio 2020 Landkost-Arena, Bestensee                | Netzhoppers     | 3 - 1 | Bühl         | 25-20, 25-23, 20-25, 25-23        |
| 16ª giornata - 5 febbraio 2020 ZF-Arena Friedrichshafen, Friedrichshafen | Friedrichshafen | 1 - 3 | Netzhoppers  | 16-25, 19-25, 25-18, 23-25        |
| 17ª giornata - 8 febbraio 2020 Landkost-Arena, Bestensee                 | Netzhoppers     | 0 - 3 | Rüsselsheim  | 18-25, 18-25, 23-25               |
| 18ª giornata - 22 febbraio 2020 Landkost-Arena, Bestensee                | Netzhoppers     | 3 - 1 | Lüneburg     | 25-18, 16-25, 25-19, 25-21        |
| 19ª giornata - 19 febbraio 2020 Volksbank-Arena, Hildesheim              | Giesen          | 3 - 1 | Netzhoppers  | 25-16, 13-25, 25-20, 25-21        |
| 20ª giornata - 8 marzo 2020 Landkost-Arena, Bestensee                    | Netzhoppers     | 3 - 2 | Unterhaching | 25-23, 25-13, 17-25, 23-25, 15-8  |
| 21ª giornata - 14 marzo 2020 Paul Horn-Arena, Tubinga                    | Rottenburg      | -     | Netzhoppers  | annullata                         |
| 22ª giornata - 21 marzo 2020 Landkost-Arena, Bestensee                   | Netzhoppers     | -     | Herrsching   | annullata                         |

### Coppa di Germania

#### Fase a eliminazione diretta
| Ottavi di finale - 3 novembre 2019 Landkost-Arena, Bestensee | Netzhoppers | 0 - 3 | Charlottenburg | 19-25, 22-25, 19-25 |

## Statistiche

### Statistiche di squadra
| Competizione      | Punti | In casa | In casa | In casa | In trasferta | In trasferta | In trasferta | Totale | Totale | Totale |
| Competizione      | Punti | G       | V       | P       | G            | V            | P            | G      | V      | P      |
| ----------------- | ----- | ------- | ------- | ------- | ------------ | ------------ | ------------ | ------ | ------ | ------ |
| 1. Bundesliga     | 26    | 10      | 6       | 4       | 10           | 2            | 8            | 20     | 8      | 12     |
| Coppa di Germania | -     | 1       | 0       | 1       | 0            | 0            | 0            | 1      | 0      | 1      |
| Totale            | -     | 11      | 6       | 5       | 10           | 2            | 8            | 21     | 8      | 13     |

G = partite giocate; V = partite vinte; P = partite perse